# Dimitris Katsivelis
Dimitris Katsivelis, En Griego:Δημήτρης Κατσίβελης (nacido el 01 de octubre de 1991 en Salónica, Grecia) es un jugador de baloncesto griego. Con 1.98 de estatura, su puesto natural en la cancha es el de escolta.

## Trayectoria
- Olimpiakos BC (2010-2015)
- AEK Atenas B.C. (2015-2016)
- BC Astana (2016-2017)
- P.A.O.K. BC (2017-2018)
- Promitheas Patras B.C. (2018-2020)
- AEK B.C. (2020-)

## Selección nacional
- Medalla de plata en el Mundial de Nueva Zelanda Sub-19 de 2009.
- Medalla de plata en el Europeo Sub-20 de Croacia2010.